# Municipio de Center (condado de Winnebago)
El municipio de Center (en inglés: Center Township) es un municipio ubicado en el condado de Winnebago en el estado estadounidense de Iowa. En el año 2010 tenía una población de 2470 habitantes y una densidad poblacional de 26,25 personas por km².

## Geografía
El municipio de Center se encuentra ubicado en las coordenadas 43°23′37″N 93°34′2″O / 43.39361, -93.56722. Según la Oficina del Censo de los Estados Unidos, el municipio tiene una superficie total de 94.11 km², de la cual 92,07 km² corresponden a tierra firme y (2,17 %) 2,05 km² es agua.

## Demografía
Según el censo de 2010, había 2470 personas residiendo en el municipio de Center. La densidad de población era de 26,25 hab./km². De los 2470 habitantes, el municipio de Center estaba compuesto por el 97 % blancos, el 0,24 % eran afroamericanos, el 0,04 % eran amerindios, el 0,97 % eran asiáticos, el 0,97 % eran de otras razas y el 0,77 % eran de una mezcla de razas. Del total de la población el 3,08 % eran hispanos o latinos de cualquier raza.